# Частковий заряд

Полярність хлорометану (зліва) та спорідненої сполуки Гріняра з указаними частковими зарядами.

Частковий заряд — характеристика атомів та груп атомів у молекулі при спрощеному описі полярних хімічних зв'язків. Позначається +δ або -δ. Має дробове значення в одиницях елементарного електричного заряду.
Поняття часткового заряду застосовується, зокрема, в молекулярній механіці. При квантовохімічних розрахунках визначення часткового заряду неоднозначне. Існують різні методи його обчислення, виходячи з хвильових функцій.

## Виноски
1. ↑  H. Heinz; U. W. Suter (2004). Atomic Charges for Classical Simulations of Polar Systems. J. Phys. Chem. B. 108: 18341—18352. doi:10.1021/jp048142t.